# IC 843
IC 843 ist eine linsenförmige Galaxie vom Hubble-Typ S0 mit aktivem Galaxienkern im Sternbild Coma Berenices am Nordsternhimmel. Sie ist schätzungsweise 331 Millionen Lichtjahre von der Milchstraße entfernt und hat einen Durchmesser von etwa 105.000 Lichtjahren. Die Galaxie ist Mitglied des Coma-Galaxienhaufens Abell 1656.
Im selben Himmelsareal befinden sich u. a. die Galaxien NGC 4922, IC 842, IC 4032, IC 4088.
Das Objekt wurde am 3. Mai 1866 vom US-amerikanischen Astronomen Truman Henry Safford entdeckt.